# Adolf Mas Ginestà
Adolf Mas Ginestà (Solsona, Lérida, 1860 o 1861 - Barcelona, 1 de diciembre de 1936) fue un fotógrafo modernista español.

## Biografía
Estudió Letras y Derecho, estableciéndose como fotógrafo en Barcelona en 1886. Realizó su trabajo fotográfico en el campo del arte, la arquitectura, la arqueología y el paisaje. Tuvo encargos tanto de administración pública como de particulares. En consecuencia reunió una gran cantidad de negativos en soporte de cristal, que han configurado un archivo fotográfico de gran importancia, conocido como el Arxiu Mas (Archivo Mas).
Sus fotografías configuran una amplia documentación sobre el Modernismo pues gran parte de su trabajo se refiere a exteriores e interiores de edificios y obras de arte de este movimiento artístico, pero también realizó trabajos para artistas como Antoni Gaudí, Lluís Domènech i Montaner, Josep Puig i Cadafalch, Enric Sagnier, Rafael Masó i Valentí, Francesc Vidal i Jevelli, Alexandre de Riquer, Joaquim Vancells, Gaspar Homar o Joan Busquets i Jané y participó en las tertulias modernistas de la cervecería Els Quatre Gats.

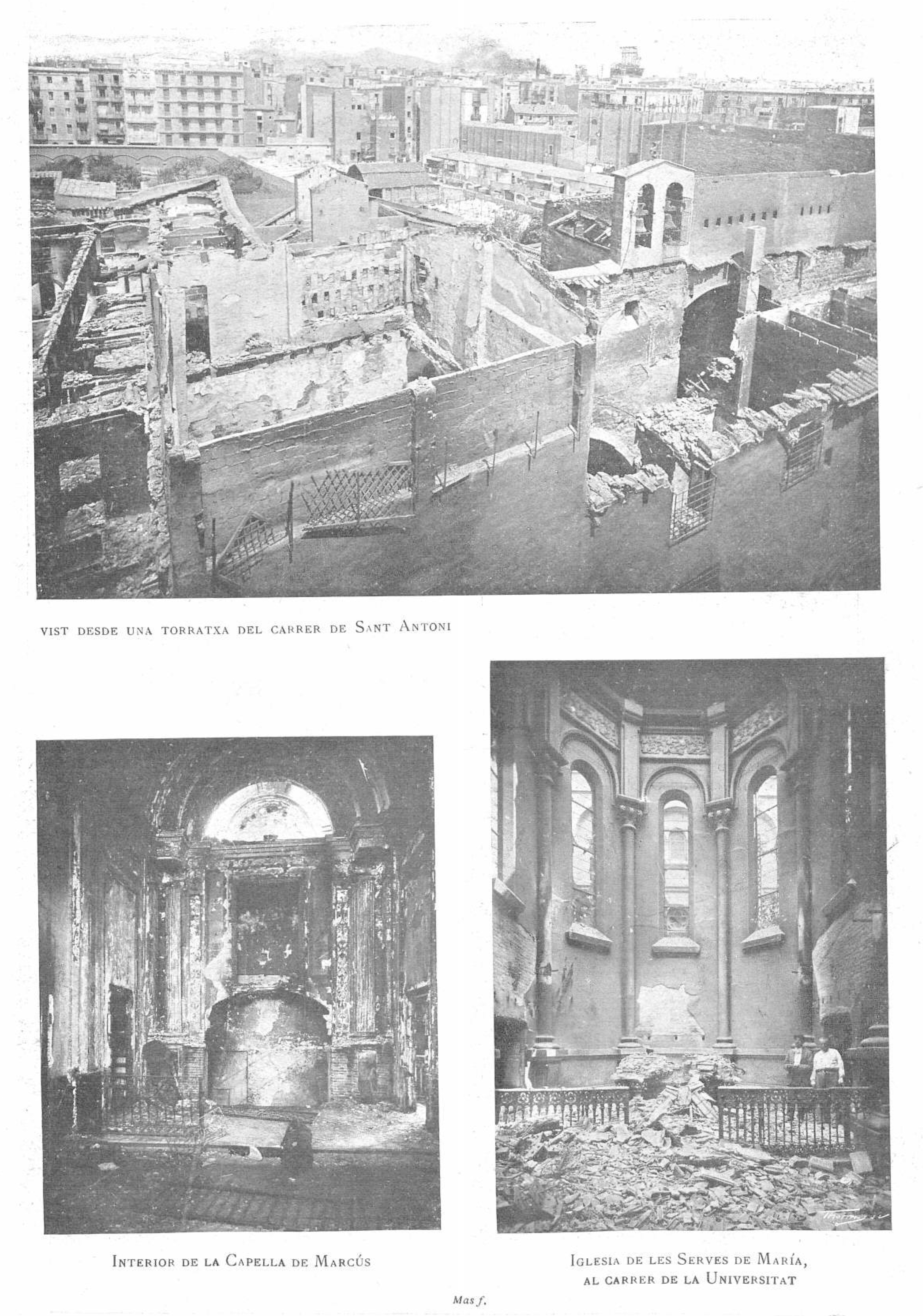
Fotografías de Mas de edificios dañados durante la Semana Trágica, publicadas en La Ilustració Catalana.

Uno de sus reportajes más conocidos lo realizó en 1909 durante la semana trágica de Barcelona.
También mantuvo una estrecha relación con el Museo Episcopal de Vich al mantener gran amistad con José Gudiol, con el que participó en la expedición del Instituto de Estudios Catalanes a los Pirineos en 1907 que inició el estudio científico del arte románico catalán.

## El archivo Mas (Arxiu Mas)
Se encuentra en el Instituto Amatller de Arte Hispánico y fue fundado por Adolf Mas en 1900 con fines comerciales. Dispone de unos 350 000 negativos sobre obras de arte en arquitectura, escultura, pintura, etc, bastantes de la etapa modernista. Este archivo cedido por Pelai Mas Castañeda (1891-1954), hijo de Adolf, ya contaba con cien mil negativos en 1935 y en 1941 pasó a formar parte del Instituto Amatller de Arte Hispánico. Este archivo dispone de fotos de otros fotógrafos como Antoni Amatller y José Gudiol.